# Il Bel Paese
Il Bel Paese è un libro pubblicato nel 1876 dell'abate Antonio Stoppani. Il titolo completo, nello stile dei testi didattici dell'epoca, è Il Bel Paese. Conversazioni sulle bellezze naturali la geologia e la geografia fisica d'Italia.

## Concorso Fratelli Ciani
Nell'adunanza del 20 luglio 1871 il Regio Istituto Lombardo di Scienze e Lettere bandì il concorso letterario Fratelli Ciani per il miglior Libro di lettura per il popolo italiano da assegnarsi nel 1875 con un premio di lire 1 500. Per uno dei premi furono presentate 37 opere, compreso il manoscritto di Dall'Alpi all'Etna. Saggio di letture popolari di Stoppani, ma la commissione stabilì di non poter assegnare il premio, perché nessuno dei partecipanti riusciva a soddisfare completamente le richieste del concorso.
Il 26 febbraio 1874 fu bandito un nuovo concorso sempre per il miglior Libro di lettura per il popolo italiano da assegnare nel 1877; in questo caso il libro doveva essere presentato a stampa. Il 23 luglio 1876 Stoppani pubblicò Il Bel Paese e due giorni dopo lo consegnò per il concorso, dichiarando di aver solo cambiato il titolo rispetto al manoscritto precedente. Nonostante le generali lodi ricevute dall'opera, la commissione trovò ancora non pienamente soddisfacenti i testi in gara e perciò decise di dividere il premio tra i due partecipanti più meritevoli, cioè Il Bel Paese e il volume di Cesare Cantù Attenzione. Riflessi di un popolano.

## Contenuti
(Dall'introduzione "Agli institutori")
L'autore, con l'artificio di conversazioni didattico-scientifiche attorno a un caminetto, presenta nozioni di scienze naturali sul territorio italiano, con termini accessibili al lettore medio dell'epoca e con un occhio particolare verso la geologia e le bellezze naturalistiche delle diverse regioni. Il titolo riprende il famoso verso il bel paese ch'Appennin parte, e 'l mar circonda et l'Alpe del Canzoniere di Francesco Petrarca (canto 146) con cui il poeta richiama l'immagine dell'Italia.
Il testo è suddiviso in capitoli, corrispondenti alle "serate" in cui l'autore descrive i diversi luoghi d'Italia. Nella prima edizione i capitoli erano 29; nella terza edizione del 1881 fu inserita un'appendice con altre cinque serate.
1. Da Belluno ad Agordo
2. Gli alpinisti e i viaggi alpini
3. Da Agordo a Udine
4. Il Ghiacciaio del Forno
5. Il passo dello Zebrù
6. Il passo del Sobretta
7. Da Milano al Salto della Toce
8. Le caverne di Vallimagna
9. Loreto e la levata del sole
10. La tempesta di mare
11. La fosforescenza del mare
12. Il petrolio e la lucilina
13. Da Milano a Tocco
14. Le sorgenti di petrolio
15. I pozzi di petrolio
16. Le Salse
17. I vulcani di fango
18. Le fontane ardenti
19. La buca del Corno
20. I pipistrelli
21. Il letargo e le migrazioni
22. Le Alpi Apuane
23. I marmi di Carrara
24. Il Vesuvio dell'antichità
25. Il Vesuvio nella fase pliniana
26. Il Vesuvio nella fase stromboliana
27. Il Vesuvio nella fase pozzuoliana
28. L'Etna
29. La valle del Bove

1. Ricordi del Monte Rosa
2. I nostri laghi
3. L'incendio del San Martino
4. Il Reno a Sciaffusa e l'Adda a Paderno
5. Le marmitte dei giganti

Incisioni tratte dalla prima edizione

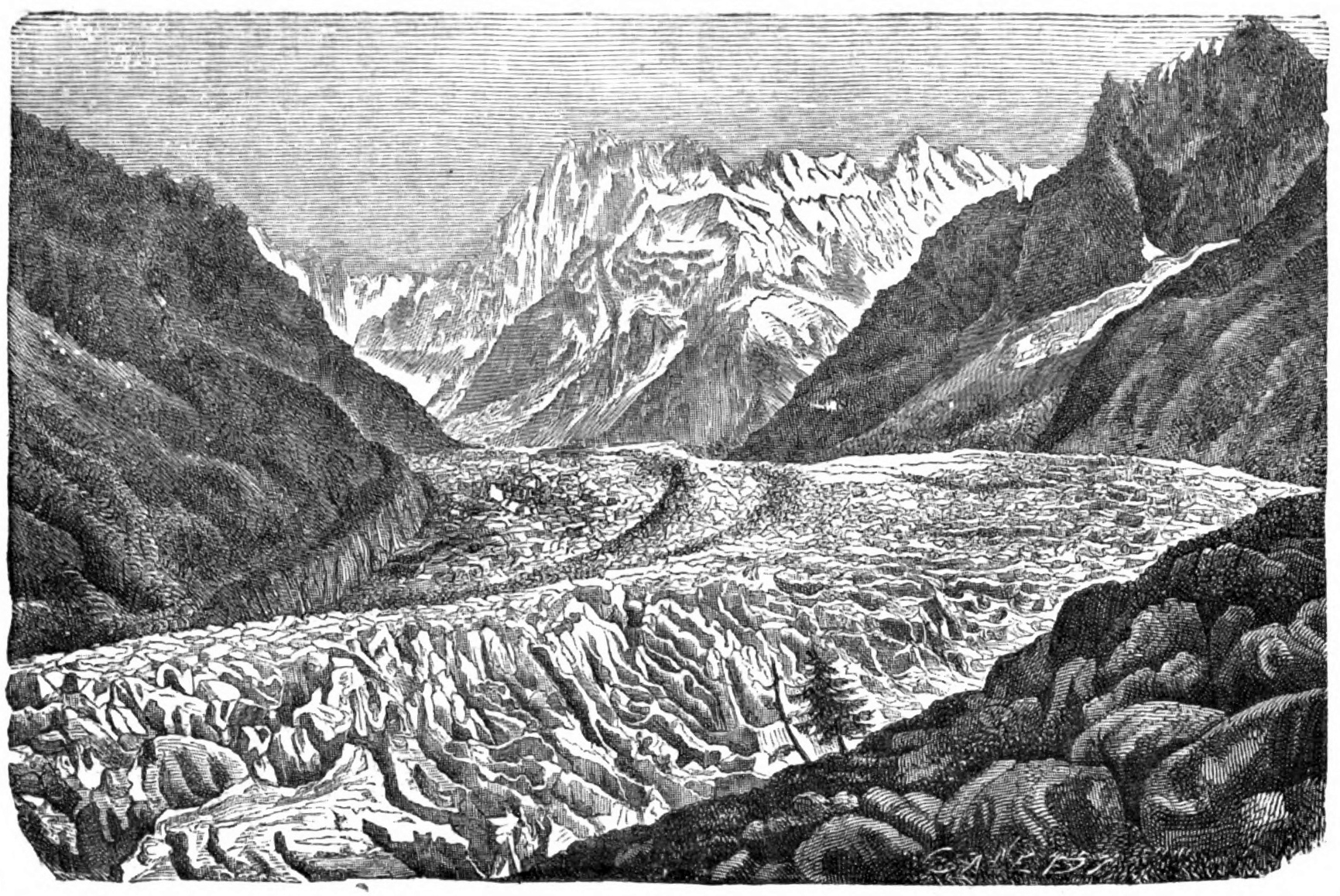
Ghiacciaio a Chamonix
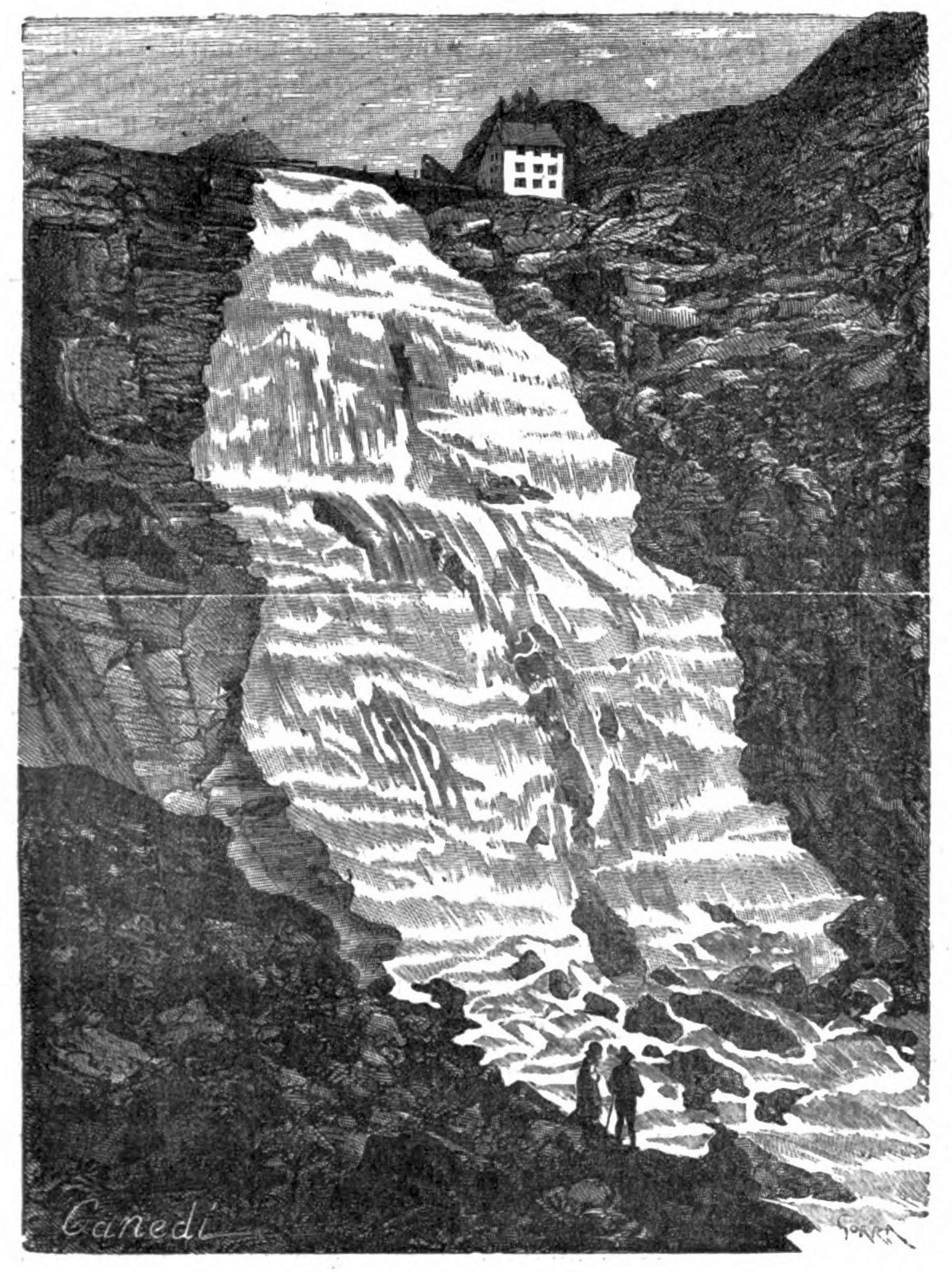
Cascata della Toce
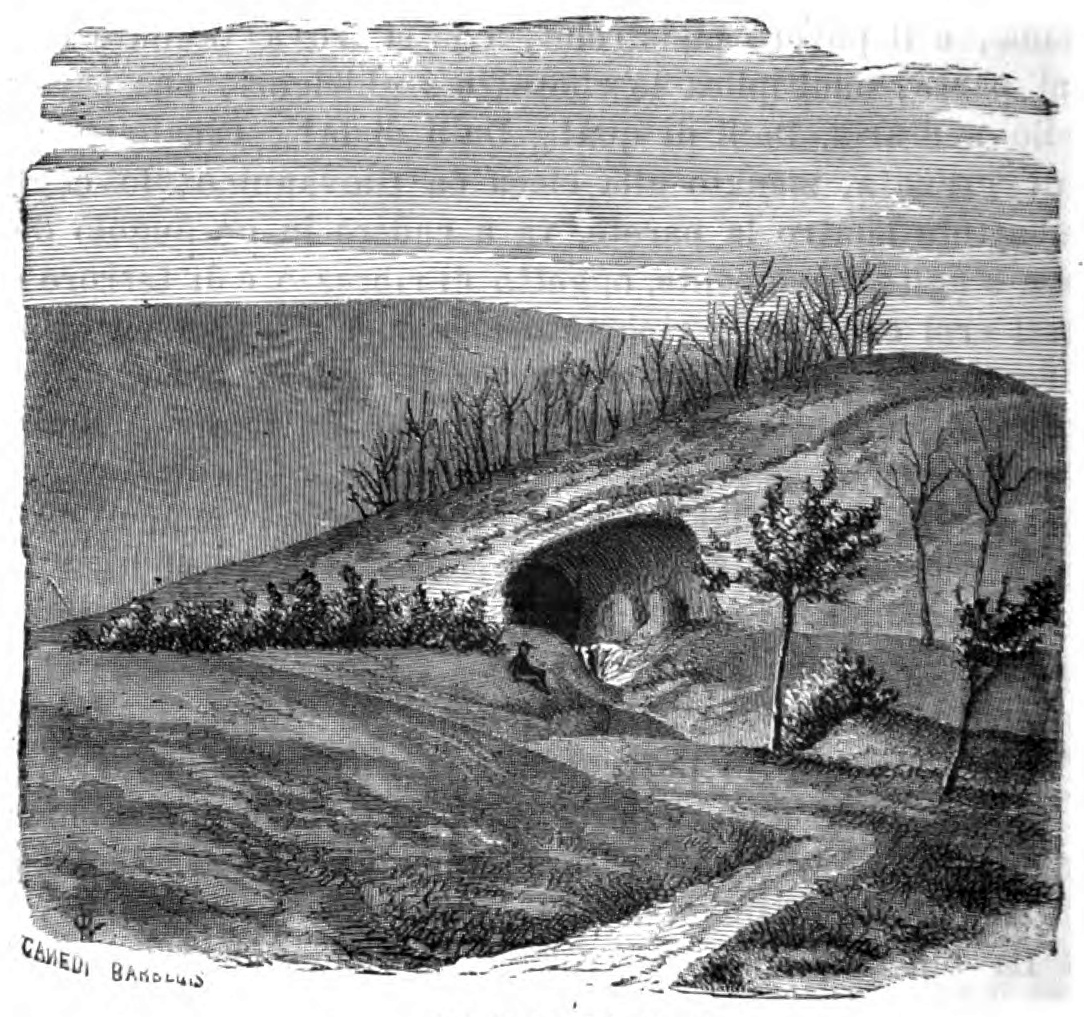
La buca del Corno (Entratico)
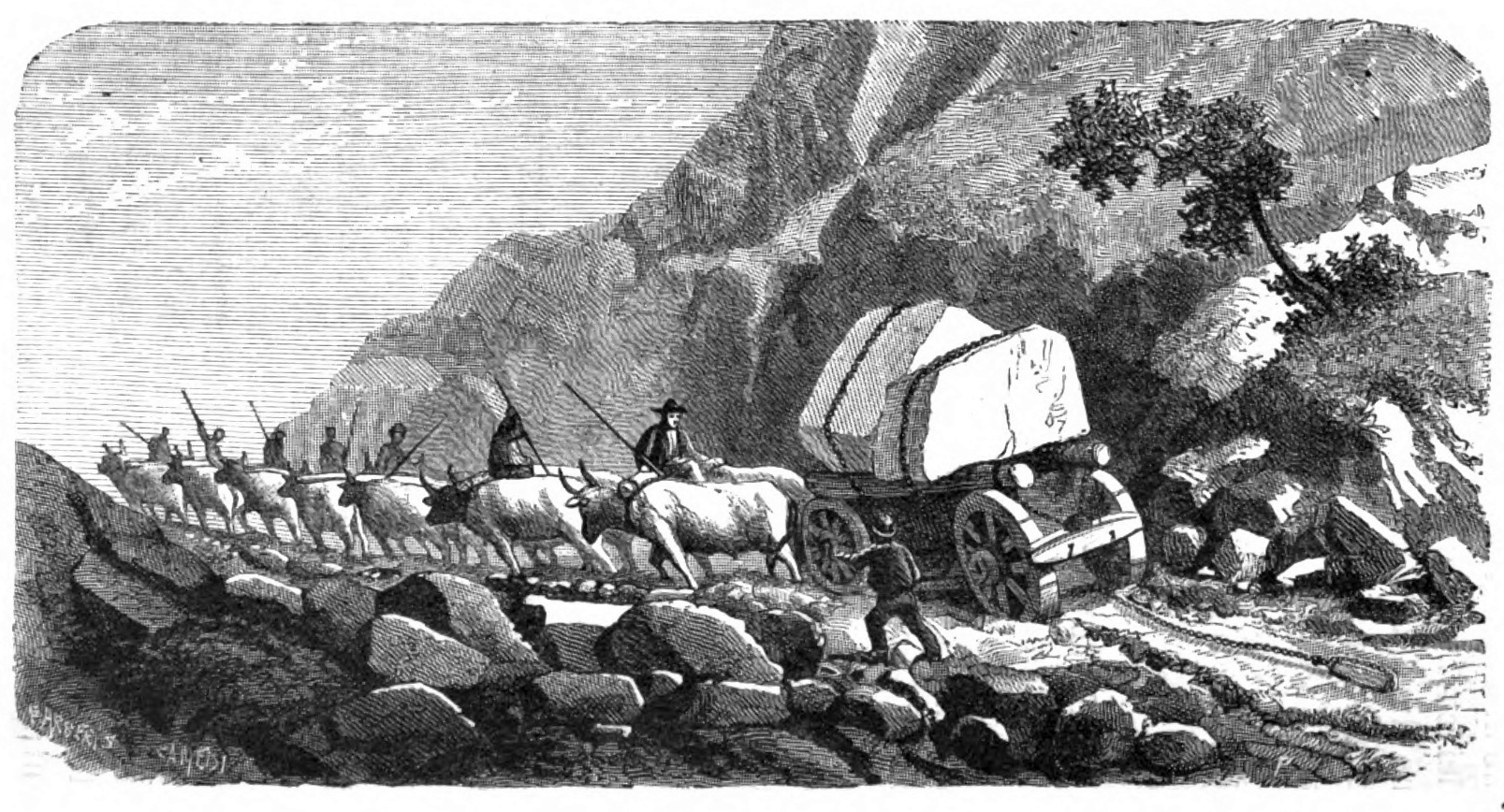
Trasporto di monoliti a Carrara
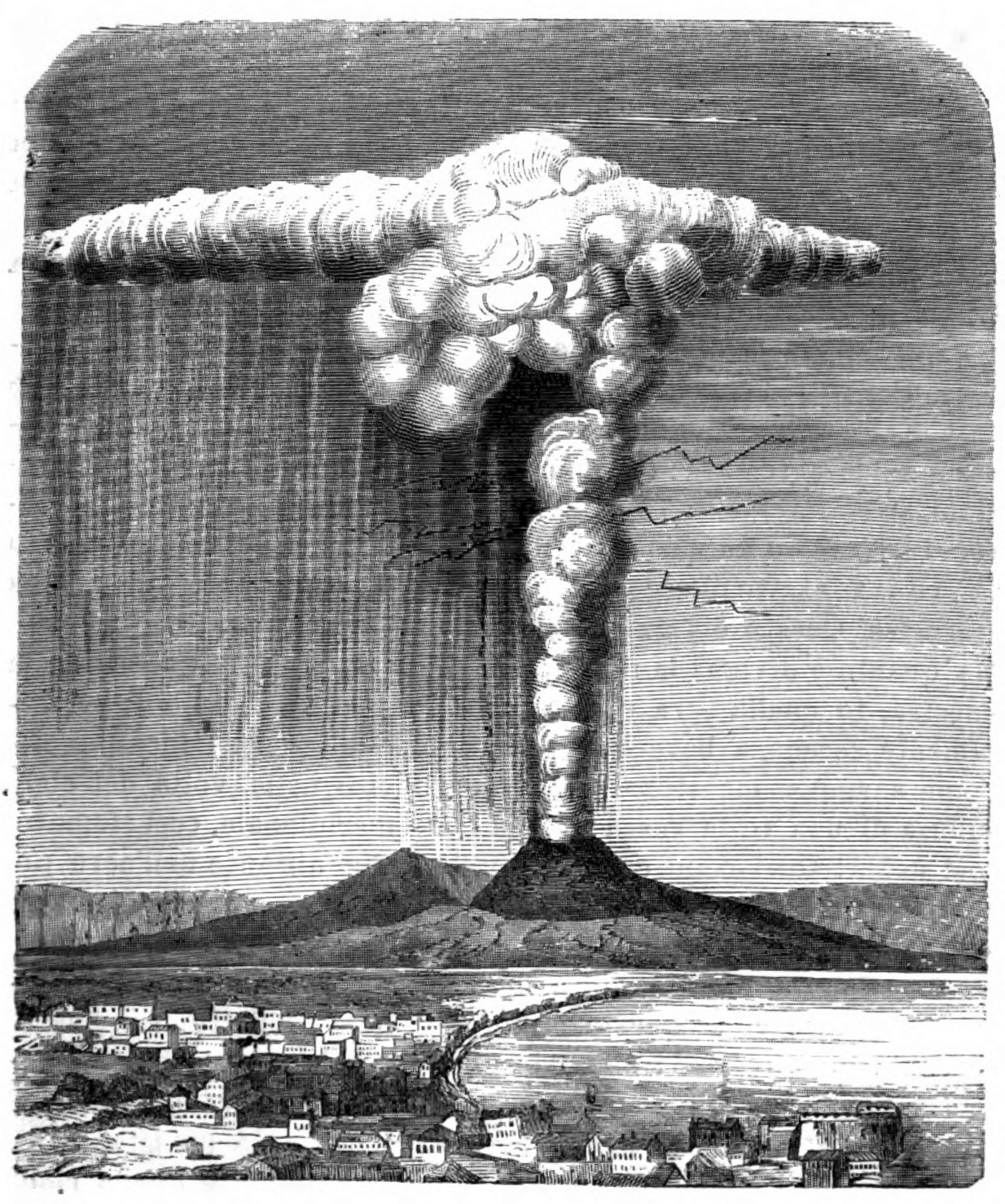
Il Vesuvio visto da Napoli durante la grande eruzione del 1822
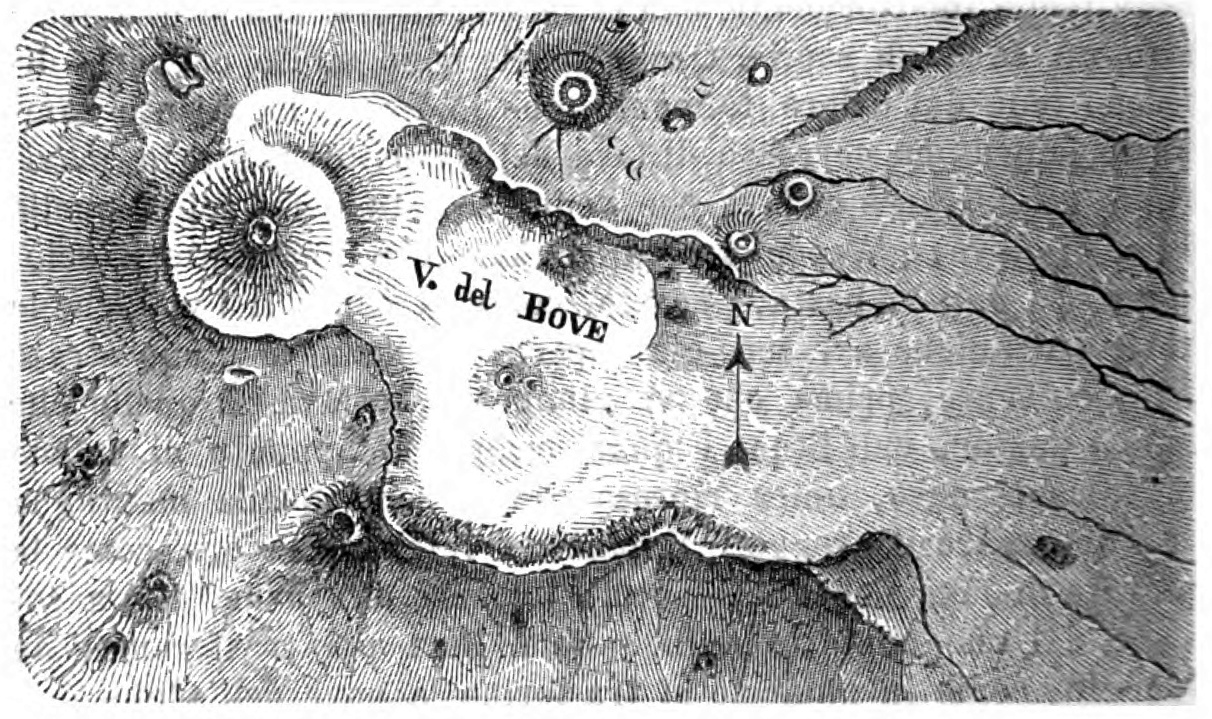
Carta del cratere dell'Etna e della Valle del Bove

Il volume divenne enormemente popolare per vari decenni, probabilmente grazie alla sovrapposizione tra l'ambito scolastico e quello naturalistico ed escursionistico, da collegare al successo del Club Alpino Italiano all'epoca. Nel testo, nelle vesti di uno zio, l'autore intendeva far conoscere agli italiani il loro Paese, che considerava spesso trascurato rispetto allo studio di Paesi lontani, invitando a coltivare il sentimento nazionale, senza però prescindere da un'appartenenza regionale. L'aspetto educativo comprendeva anche la critica all'ozio e l'invito ai giovani a praticare attività fisiche come l'alpinismo.

## Citazioni
Nel 1906 il titolo del libro fu usato per denominare e lanciare un nuovo formaggio, prodotto in Lombardia, il Bel Paese. Sulla confezione era riportato il ritratto di Antonio Stoppani.

## Edizioni
- Il Bel Paese, conversazioni sulle bellezze naturali la geologia e la geologia e la geografia fisica d'Italia, Milano, Casa editrice L.F. Cogliati, 1915.
- Il Bel Paese, Milano, Attilio Barion Editore, 1919